# Taşlıağıl, Arpaçay
Taşlıağıl là một xã thuộc huyện Arpaçay, tỉnh Kars, Thổ Nhĩ Kỳ. Dân số thời điểm năm 2010 là 486 người.